# Drocourt (Yvelines)
Drocourt è un comune francese di 500 abitanti situato nel dipartimento degli Yvelines nella regione dell'Île-de-France.

## Società

### Evoluzione demografica
Abitanti censiti